# Ла-Моттери, Эжен Иасент де Ланнуа
Эжен-Иасент-Мари-Жозеф-Иньяс де Ланнуа (фр. Eugène-Hyacinthe-Marie-Joseph-Ignace de Lannoy; 15 августа 1686 — 10 сентября 1755, Брюссель), граф де Ла-Моттери — военный и государственный деятель Австрийских Нидерландов.

## Биография
Сын Франсуа Иасента де Ланнуа, графа де Ла-Моттери, называемого «графом де Ланнуа», и Анны Франсуазы де Гавр д'Эзо.
Барон д'Экс и де Сомбресс, актом от 23 августа 1743 получил позволение пользоваться гербом, мантией и короной имперского графа.
Был членом Штатов Брабанта и Намюра по своей баронии Сомбресс, земли которой располагались на территории этих провинций, и которую он получил в дар от отца 23 ноября 1720. Он поступил на службу в австрийскую армию, но большую часть его жизни в Бельгии царил мир, и граф не имел возможности отличиться. Карьерными успехами он, в основном, был обязан связям своего зятя графа Кёнигсекка.
Граф де Ла-Моттери был государственным и военным советником их Императорских Величеств в Австрийских Нидерландах, членом действительного тайного совета Марии Терезии, великим маршалом Брюссельского двора (1751), владельцем полка в Нидерландах.
29.11.1733 произведен в генерал-фельдмаршал-лейтенанты, 1.11.1748 в генерал-фельдцейхмейстеры. Губернатор Дендермонде, 19 ноября 1737 стал губернатором Брюсселя.
В 1744 году пожалован Францем Стефаном Габсбург-Лотарингским в рыцари ордена Золотого руна, став 17-м представителем дома Ланнуа, удостоенным этой чести.

## Семья
Жена (17.04.1727, Гент): Ламбертина Ламоральдина Тереза дю Фен (6.07.1708—1.05.1786), графиня фон Хассельт, баронесса де Жамуан, дама ордена Звездного креста (3.05.1733), дочь Александра Жоржа дю Фена, графа фон Хассельт, барона де Жамуан, и Марии Изабеллы Эрнестины де Ганд-Вилен, графини де Либерши
Сын:
- Кретьен-Жозеф-Грегуар-Эрнест (13.03.1731—26.03.1822), граф де Ла-Моттери и Либерши. Жена (22.03.1774): графиня Мария Катерина Жозефа де Мерод (10.04.1743—26.03.1794), наследная принцесса Рюбампре и Эверберга, дочь графа Максимильена Леопольда Гислена де Мероде-Монфора, князя Рюбампре и Эверберга, и Катерины Олреманс, вдова графа Филиппа Максимилиана Вернера Матиаса де Мерод, маркиза Вестерло